# 詹姆斯·麦克亨利
詹姆斯·麦克亨利（James McHenry，1753年11月16日—1816年5月3日），美国政治家，开国元勋之一，曾任美国战争部长（1796年-1800年）。
| 前任： 蒂莫西·皮克林 | 美国战争部长 1796年-1800年 | 繼任： 塞缪尔·德克斯特 |